# Герінг (Мічиган)
Герінг (англ. Haring) — переписна місцевість (CDP) в США, в окрузі Вексфорд штату Мічиган. Населення — 335 осіб (2020).

## Географія
Герінг розташований за координатами 44°16′56″ пн. ш. 85°24′2″ зх. д. / 44.28222° пн. ш. 85.40056° зх. д. (44.282115, -85.400482).  За даними Бюро перепису населення США в 2010 році переписна місцевість мала площу 5,78 км², уся площа — суходіл.

## Демографія
Згідно з переписом 2010 року, у переписній місцевості мешкало 328 осіб у 125 домогосподарствах у складі 85 родин. Густота населення становила 57 осіб/км².  Було 140 помешкань (24/км²).
Расовий склад населення:
| - 95,4 % — білих - 0,6 % — корінних американців - 0,6 % — азіатів - 0,3 % — вихідців з тихоокеанських островів |

До двох чи більше рас належало 2,7 %. Частка іспаномовних становила 1,5 % від усіх жителів.
За віковим діапазоном населення розподілялося таким чином: 17,4 % — особи молодші 18 років, 64,3 % — особи у віці 18—64 років, 18,3 % — особи у віці 65 років та старші. Медіана віку мешканця становила 47,2 року. На 100 осіб жіночої статі у переписній місцевості припадало 101,2 чоловіків;  на 100 жінок у віці від 18 років та старших — 100,7 чоловіків також старших 18 років.
Цивільне працевлаштоване населення становило 216 осіб. Основні галузі зайнятості: виробництво — 39,4 %, сільське господарство, лісництво, риболовля — 24,1 %, освіта, охорона здоров'я та соціальна допомога — 16,7 %, мистецтво, розваги та відпочинок — 14,4 %.